# 菊豆
《菊豆》是1990年出品的一部中国大陆电影，張藝謀、杨凤良共同担任导演。原著是作家刘恒所寫的小說《伏羲伏羲》，也由刘恒本人改編成劇本，並由鞏俐、李保田與李緯等人主演。

## 剧情
楊金山，地方染房之主人，家產尚寬，卻患不育症，更是性變態。為了傳繼燈火，他先後買了兩個姑娘，不過，兩位姑娘皆遭他虐待折磨至死。楊天青是金山的侄兒，人過中年，依然獨身，留在染房當長工。
一天，金山又買來一個姑娘，名叫菊豆。夜裏，金山一如以往，虐待菊豆，菊豆的慘叫響徹染房，天青因而驚醒。不曾接觸異性的他，對菊豆產生憐憫之心，除此之外，更有絲絲好奇。此後，天青常常偷看菊豆洗澡，愈漸迷戀菊豆。菊豆對天青，也漸生情愫。一次，金山出外辦事，二人情不自禁，抱擁癡纏，發生關係，菊豆更因此懷孕。雖然菊豆不斷慫恿天青殺死金山，但天青膽怯，懾於禮教，始終不敢下手。
毫不知情的金山，以為這是自己的骨肉，歡喜若狂。不久，孩子出生，命名為天白。而菊豆與天青，則繼續熱戀，繼續癡纏。
之後，金山突然中風，下身癱瘓。也在此時，他終於知道天青，菊豆二人之姦情，更驚覺天白原來並非己出。可是，他早已垂垂老矣，又半身不遂，無能報復。他本想溺死天白，但還是孩提的天白，開口第一句說話就是喊他爹，他不忍下手。於是，他視天白為親生兒子，天天陪他玩樂。一次，他與天白玩耍時，失足跌落染池，活活溺死。
金山離世，菊豆就是寡婦，天青於倫理不能再待在染房，只好搬出郊外，然而二人依然天天幽會。不久，村中閒話四起，甚至指天白其實是天青的骨肉。這雖是事實，但已長大的天白聽在耳裏，卻不好受。故天白雖知天青乃生父，依然狠心逐其出染房。
天青與菊豆只好在荒廢的地窖中，重溫癡情，但地底氧氣不足，二人昏倒。天白救出母親，卻將昏迷的生父推入染池，使其溺斃。染房奪去了菊豆的青春與尊嚴，好在還有天青與天白。然而天白卻狠心殺父，奪走了其一生摯愛。絕望的菊豆焚燒染房，多年來的愛恨哀愁化為袅袅青烟。

## 演员表
- 巩　俐　飾演　菊豆
- 李保田　飾演　杨天青
- 李　纬　飾演　杨金山
- 张　毅　飾演　童年杨天白
- 郑　建　飾演　少年杨天白
- 牛星麗　飾演　楊氏宗族的族長
- 賈兆冀　飾演　二賴子
- 叢志軍
- 楊前斌

## 获奖
這是首部被奧斯卡最佳外語片獎提名的中國電影。

## 外部連結
- 互联网电影数据库（IMDb）上《菊豆》的资料（英文）
- 豆瓣电影上《菊豆》的資料 （简体中文）